# Edgar Carneiro
Edgar Carneiro (Chaves, 8 de Maio de 1913 - Gaia, 15 de Janeiro de 2011) foi professor e poeta.

## Biografia
Licenciado em Ciências Histórico-Filosóficas pela Universidade de Coimbra, foi professor de História, Português, Francês e Geografia em escolas do ensino industrial, comercial, técnico e secundário: Escola Industrial e Comercial de Chaves (1939-48), Escola Industrial e Comercial Fonseca Benevides (1949-50), Escola Industrial e Comercial de Vila Nova de Gaia (1950-51), Escola Industrial e Comercial de Vila Real e Colégio Moderno de São José, Inspetor do Ensino Técnico Profissional, tendo inspecionado o Curso Complementar de Aprendizagem Agrícola ministrado em várias escolas dos concelhos de Vila Real, Ribeira de Pena, Mondim de Basto e Vila Pouca de Aguiar, Diretor do Centro Escolar nº 1 da Mocidade Portuguesa (1951-55), Escola Técnica de D. Pedro V (atual Escola Secundária Coelho e Castro), Diretor (1968-74), Escola Industrial e Comercial de Espinho, atual Escola Secundária Dr Manuel Gomes de Almeida (1975-83, tendo-se aposentado em 12 Maio 1983, aos 70 anos).
Fez parte do Orfeão Académico de Coimbra e foi um dos fundadores do TEP - Teatro Experimental do Porto.
É pai do poeta, já falecido, Eduardo Guerra Carneiro. Foi um dos poetas mais assíduos na tertúlia Onda Poética do Casino de Espinho, coordenada pelo poeta Anthero Monteiro. 
Publicou mais de uma dezena de títulos, que mereceram da crítica referências muito elogiosas. João Gaspar Simões declara que o autor «atinge alturas consideráveis no nosso lirismo». Luís Miranda Rocha encontra na sua poesia duas características fundamentais: «o rigor da escrita» e «a dependência no referencial em relação à realidade social, regional».
Ernesto Rodrigues reputa-o como «o nosso melhor artista em verso curto». Anthero Monteiro acha a sua poesia «eminentemente solar, diurna, luminar, simultaneamente telúrica, quase vulcânica», característica que remete para o amor, para a liberdade e para o sonho, sempre presentes nos seus versos, a par de uma linguagem concisa e rigorosa, mas enriquecida, não raramente, por uma temática sensitiva e plena de erotismo.
Faleceu no Hospital de V. N. de Gaia em 15 de Janeiro de 2011. 

## Obras
- 1978 - Poemas Transmontanos
- 1980 - Tempo de Guerra
- 1981 - A faca no Pão
- 1983 - Jogos de Amar
- 1986 - Rosa Pedra
- 1989 - O Signo e a Sina
- 1991 - Vida Plena
- 1992 - Mar Amar
- 1998 - Antologia Poética
- 2000 - Lúdica
- 2009 - "Périplo"
- 2003 - Depois de Amanhã